# ノルイボガイン
ノルイボガイン（英: noribogaine）または12-ヒドロキシイボガミン（英: 12-hydroxyibogamine）は、向精神作用を持つ、幻覚剤イボガインの代謝物質である。イボガインを含む植物抽出物の抗依存症作用に関わっていると考えられている。

## 薬理
ノルイボガインは強力なセロトニン再取り込み阻害剤であるが、ドーパミンの再取り込みには影響を与えない。イボガインとは異なり、ノルイボガインはσ2受容体には結合しない。また、イボガインと同様、ノルイボガインはNMDA受容体の弱いアゴニストとして作用し、オピオイド受容体に結合する。ノルイボガインはイボガインよりも高い親和性で各オピオイド受容体に結合する。
ノルイボガインはhERGの阻害剤であり、少なくともイボガインと同等の作用を有するようである。hERGカリウムチャネルの阻害は心筋の活動電位の再分極を遅延させ、QT時間の延長、そして不整脈と突然の心停止をもたらす。

### κ-オピオイド受容体
近年、ノルイボガインはκ-オピオイド受容体（KOR）のバイアスアゴニストとして作用することが明らかにされている。ノルイボガインはダイノルフィンA（EC50 = 9 μM）の75％の効力でGタンパク質シグナル伝達経路（GDP-GTP交換）を活性化するが、β-アレスチン経路の活性化の効力はわずか12%である。さらに、β-アレスチン経路に対する非常に低い効力のため、ノルイボガインはダイノルフィンAによるこの経路の活性化を遮断し（IC50 = 1 μM）、アンタゴニストとして機能する。
β-アレスチン経路はKOR活性化によるdysphoria（不快気分）とaversion（嫌悪）を担うと考えられているが、ノルイボガインがこの経路を活性化しないことは、この薬剤でdysphoriaがみられない理由である可能性がある。ノルイボガインのKORに対するバイアスアゴニスト/アンタゴニスト作用は、イボガインや18-メトキシコロナリジン（18-MC）など、イボガアルカロイドや関連化合物と比較して独特なものである。ノルイボガインはKORのアゴニストの鎮痛、抗依存症作用を持つことに加えて、KORアゴニスト特有のanxiogenic（不安惹起）、dysphoria、anhedonia（快感の消失）などの作用を持たないという独特な特性を持っていると考えられている。